# Campeonato de Primera División 1933 (Venezuela)
Deportivo Venezuela igualó al Centro Atlético como los tetracampeones del fútbol caraqueño. Dos Caminos Sport Club quedó subcampeón por segundo año consecutivo. Se produjo el debut del Club Deportivo Español (Venezuela). Unión SC retiró por esta temporada debido a que sus mejores jugadores ya estaban cansados de tanto fútbol, según se pudo leer en las reseñas de la revista  Élite. También se produjo un partido interprovincial: Atlético Valencia (Carabobo) 4, Deportivo Español (Caracas) 2. 
En el campo internacional, CRKSV Jong Holland (Curazao) y los barcos Simón Bolívar (Holanda) y Karlsruhe (Alemania) llegaron al puerto de La Guaira para disputar partidos con equipos caraqueños. Deportivo Venezuela y Dos Caminos SC realizaron giras por Trinidad y Tobago, mientras que Unión SC prefirió jugar en Curazao. 
También en este año la Asociación de Fútbol Larense acordó organizar el primer campeonato local en el que acudieron los equipos Diablos Rojos, Federal, Sporting y Japón, todos de Barquisimeto.
Deportivo Venezuela

Campeón
4.º título